# 歐爾敦 (阿拉巴馬州)
歐爾敦（英語：Our Town）是位於美國阿拉巴馬州塔拉普薩縣的一個非建制地區和人口普查指定地區。根據2010年美國人口普查，該地人口為641人，而該地的面積約為30.86平方千米。

## 地理
歐爾敦的座標為32°49′41″N 85°57′43″W / 32.82806°N 85.96194°W，而該地最高點為海拔高度201米（即659英尺）。